# Amodiachină
Amodiachina este un medicament antimalaric, utilizat în tratamentul cazurilor necomplicate de malarie cu Plasmodium falciparum. Este adesea utilizat în combinație cu artesunat, pentru a reduce riscul dezvoltării rezistenței a agentului patogen. Datorită reacțiilor adverse mai rare, dar serioase, nu este recomandat ca profilactic al malariei.
Molecula a fost sintetizată pentru prima dată în anul 1948. Se află pe lista medicamentelor esențiale ale Organizației Mondiale a Sănătății.